# 부천오정경찰서
부천오정경찰서(富川梧亭警察署, Bucheon Ojeong Police Station)는 경기도남부경찰청이 관할하는 경찰서 중 하나이다. 경기도 부천시 북부 지역을 관할한다. 경기도 부천시 오정구 소사로 631 (여월동)에 위치하고 있다. 2010년 7월 23일 문을 열었다.
서장은 총경으로 보한다.

## 기본 정보
- 주소: 경기도 부천시 오정구 소사로 631 (여월동)
- 우편번호: 14485

## 관할 파출소 및 지구대
부천오정경찰서는 2개의 지구대와 2개의 파출소를 산하에 두고 있다.
| 명칭       | 사진 | 주소                    | 관할구역                     | 치안센터     |
| ---------- | ---- | ----------------------- | ---------------------------- | ------------ |
| 내동지구대 |      | 신흥로 411 (삼정동)     | 내동, 삼정동, 오정동, 대장동 | 오정치안센터 |
| 원종지구대 |      | 소사로 778 (원종동)     | 원종동, 원종1·2동            |              |
| 고강파출소 |      | 역곡로 519 (고강동)     | 고강본·1동                   | 고강치안센터 |
| 성곡파출소 |      | 삼작로352길 42 (여월동) | 여월동, 작동                 |              |